# Mitricephaloides
Mitricephaloides är ett släkte av insekter. Mitricephaloides ingår i familjen Pyrgomorphidae.
Kladogram enligt Catalogue of Life:
| Mitricephaloides | \| \| Mitricephaloides rhodopterus \| \| \| \| \| \| Mitricephaloides rubrosignatus \| \| \| \| |
|                  | \| \| Mitricephaloides rhodopterus \| \| \| \| \| \| Mitricephaloides rubrosignatus \| \| \| \| |
|                  | Mitricephaloides rhodopterus                                                                    |
|                  |                                                                                                 |
|                  | Mitricephaloides rubrosignatus                                                                  |
|                  |                                                                                                 |